# 扁果藤属
扁果藤属（学名：Smythea）是鼠李科下的一个属，为攀援状灌木植物。该属共有5种，分布于马来西亚至波利尼西亚。